# Diplodactylus furcosus
Espèce
Diplodactylus furcosus est une espèce de gecko de la famille des Diplodactylidae.

## Répartition
Cette espèce est endémique du Sud-Est de l'Australie-Méridionale. 
Sa présence est incertaine en Nouvelle-Galles du Sud et au Victoria.

## Publication originale
- Peters, 1863 : Eine Übersicht der von Hrn. Richard Schomburgk an das zoologische Museum eingesandten Amphibien, aus Buchsfelde bei Adelaide in Südaustralien. Monatsberichte der Königlich Preussischen Akademie der Wissenschaften zu Berlin, vol. 1863, p. 228-236 (texte intégral).